# Berg-Ejvind och hans hustru
Berg-Ejvind och hans hustru är en svensk stumfilm från 1918 i regi av Victor Sjöström. 

## Handling
Ejvind och hans familj är mycket fattiga. De är i behov av mat, och Ejvind söker därför hjälp hos den rika prästen intill. Denne vägrar hjälpa, och i sitt ursinne och av förtvivlan stjäl Ejvind ett får från prästen, men blir ertappad och fängslad. Emellertid rymmer han från fängelset, och blir fredlös. 
Så småningom tar han under namnet Kári arbete hos den förmögna änkan Halla. Ejvind och Halla förälskar sig i varandra, och efter att Halla uppdagat att Ejvind i själva verket är den förrymda "Berg-Ejvind" offrar hon allt, och följer honom upp i bergen för att där leva sitt liv samman med honom. 
De får ett barn tillsammans och är verkligen lyckligt förälskade, tills Ejvinds gamle vän Arnes dyker upp. Han blir också förälskad i Halla. I samband med detta kommer byborna upp till Ejvind och Hallas avlägsna bostad, fast beslutna att fängsla paret. Vintern faller, och omständigheterna och levnadsförhållandena blir allt sämre för Halla och Ejvind.

## Om filmen
Berg-Ejvind och hans hustru bygger på den dansk-isländske Jóhann Sigurjónssons pjäs Bjærg-Ejvind og hans Hustru, som uruppfördes år 1911 i Reykjavik. Filmen premiärvisades 1 januari 1918. Teaterpjäsen bygger i sin tur på en spridd isländsk sägen om Berg-Ejvind. 
Filmen spelades in våren och sommaren 1917. Interiörerna spelades in i Svenska Biografteaterns ateljé på Lidingö, medan utomhusscenerna spelades in i Fleringe på Gotland (inledningsscenerna med fåren), i Åre (vinterscenerna) och framför allt i Abisko nationalpark i Lappland.

## Rollista i urval
- Victor Sjöström - Berg-Ejvind, kallar sig Kári
- Edith Erastoff - Halla, änka
- John Ekman - Arnes, kringvandrande arbetare
- Nils Aréhn - Björn Bergstéinsson, Hallas svåger och granne, sockenfogde
- Jenny Tschernichin-Larsson - Gudfinna, en kvinna på Hallas gård
- William Larsson - Bjärni Sveinbjörnsson
- Artur Rolén - dräng hos Halla
- Sigurd Wallén - dräng hos Halla/man som kommer för att hämta Berg-Ejvind
- Emil Fjellström - en kyrkobesökare
- Hildur Carlberg - en kyrkobesökare
- Edith Wallén - piga hos Halla
- Harald Wehlnor - dräng hos Halla
- Thure Holm - prästen som Berg-Ejvind stjäl ett får av
- Gucken Cederborg - piga hos Halla
- Nils Elffors - dräng hos Björn Bergstéinsson
- Olof Ås - en man hos Björn Bergstéinsson
- Herman Lantz - en man hos Björn Bergstéinsson